# Wylany
Wylany – wieś w Polsce położona w województwie lubelskim, w powiecie łukowskim, w gminie Trzebieszów.
| SIMC    | Nazwa          | Rodzaj    |
| ------- | -------------- | --------- |
| 0693300 | Wylany-Kolonia | część wsi |

W latach 1975–1998 miejscowość administracyjnie należała do województwa siedleckiego.
Wieś stanowi sołectwo w gminie Trzebieszów. Według Narodowego Spisu Powszechnego z roku 2011 wieś liczyła 147 mieszkańców.
Wierni Kościoła rzymskokatolickiego należą do parafii Dziesięciu Tysięcy Rycerzy Męczenników w Trzebieszowie.